# 계절학
계절학(Phenology) 또는 생물 계절학은 생물학적 수명 주기의 주기적인 사건과 이러한 사건이 기후의 계절 및 경년 변화뿐만 아니라 서식지 요인(예: 고도)에 의해 어떻게 영향을 받는지에 대한 연구이다.
예를 들면 잎과 꽃의 출현 날짜, 나비의 첫 비행 날짜, 철새의 첫 출현 날짜, 낙엽수에 잎이 착색되고 떨어지는 날짜, 새와 양서류의 알을 낳는 날짜 또는 온대 지역 꿀벌 식민지의 발달주기가 있다. 생태학에 관한 과학 문헌에서 이 용어는 마지막 출현 날짜를 포함하여 계절별 생물학적 현상에 대한 시간 프레임을 나타내는 데 더 일반적으로 사용된다(예: 종의 계절적 현상은 4월에서 9월까지일 수 있음).
이러한 많은 현상은 기후의 작은 변화, 특히 온도에 매우 민감하기 때문에 계절학적 기록은 역사적 기후학, 특히 기후 변화와 지구 온난화 연구에서 온도에 대한 유용한 대용물이 될 수 있다. 예를 들어, 유럽의 포도 수확에 대한 포도 재배 기록은 500년 이상 거슬러 올라가는 여름 재배 계절 온도 기록을 재구성하는 데 사용되었다. 기기 측정보다 더 긴 역사적 기준선을 제공하는 것 외에도 계절학적 관찰은 지구 온난화와 관련된 진행 중인 변화에 대한 높은 시간적 해상도를 제공한다.

## 같이 보기
- 시민과학
- 생활환